# 莱博特罗
莱博特罗（法語：Les Bottereaux，法語發音：[le bɔtʁo]）是法国厄尔省的一个市镇，位于该省西南部，属于埃夫勒区。

## 地理
莱博特罗（48°52'21"N, 0°40'5"E）面积22.13 平方千米，位于法国诺曼底大区厄尔省，该省份为法国北部内陆省份，北起滨海塞纳省，西接奧恩省和卡爾瓦多斯省，南至厄尔-卢瓦省，东临瓦兹省、瓦兹河谷省和伊夫林省。
与莱博特罗接壤的市镇（或旧市镇、城区）包括：昂伯奈、布瓦诺尔芒德-普雷利尔、尚博尔、瑞涅特、诺夫勒-欧韦尔尼、圣安托南德索迈尔。

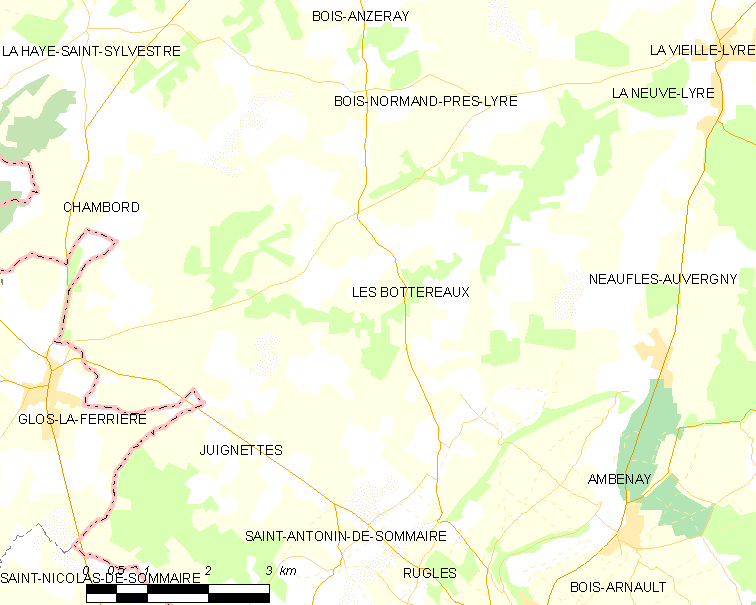
莱博特罗的OSM定位图

莱博特罗的时区为UTC+01:00、UTC+02:00（夏令时）。

## 行政
莱博特罗的邮政编码为27250，INSEE市镇编码为27096。

## 政治
莱博特罗所属的省级选区为布勒特伊县。

## 人口

1962-2008年间莱博特罗人口变化图示

莱博特罗于2022年1月1日时的人口数量为347人。